# Johann Paul Schor

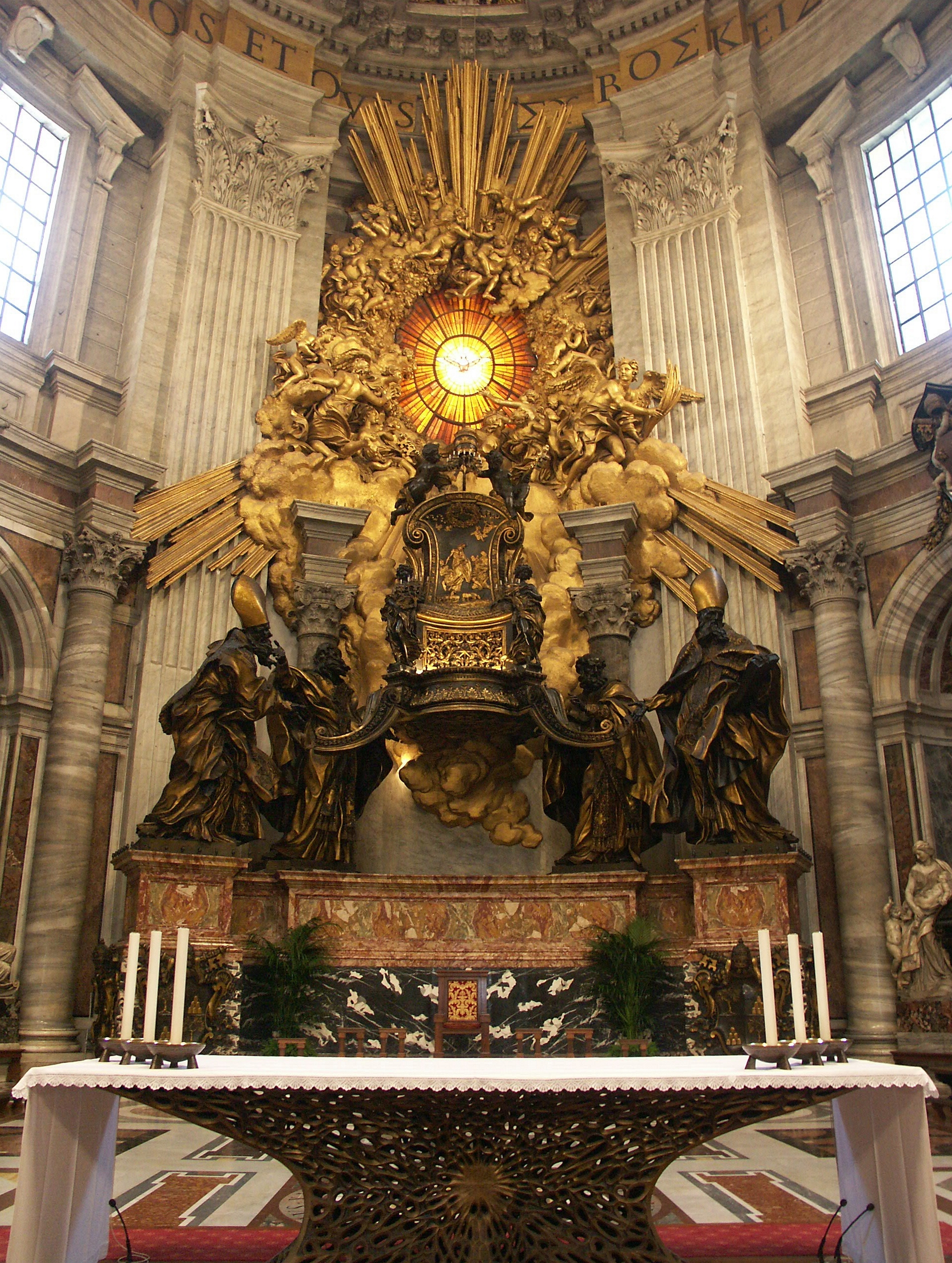
Schor bistod Bernini vid utförandet av Cathedra Petri i Peterskyrkan.

Johann Paul Schor, i Rom känd som Giovanni Paolo Schor eller Giovanni Paolo Tedesco, döpt 27 juni 1615 i Innsbruck, död 13 mars 1674 i Rom, var en österrikisk skulptör och målare under barockepoken. Han är känd för att ha varit verksam i Berninis ateljé och bistått denne vid utformandet av Cathedra Petri i Peterskyrkans absid. Schor målade bland annat Den Helige Andes duva i korfönstret.

## Verk i urval
- Den helige Johannes på ön Patmos, Den evige Fadern, Den heliga Katarina och ängeln, Den helige Josef och ängeln, Jungfruns förhärligande och Den helige Petrus befrias ur fängelset av en ängel – Cappella Patrizi, Santa Caterina da Siena a Magnanapoli[7][8]
- Takfresken i sakristian (attribuering) – San Giovanni Calibita[9]
- Högaltaret (under ledning av Giovanni Antonio de Rossi) – Santa Maria in Campitelli[10]
- Trädgårdens fontäner i stuck – Palazzo Borghese[11]
- Fresker – Galleria Colonna, Palazzo Colonna[12]
- Noas ark – Sala del Trono, Palazzo del Quirinale[13]
- Jakobs kamp mot ängeln – Sala Gialla, Palazzo del Quirinale[13]
- Scener ur den helige Tomas av Villanova liv – kupolen, San Tommaso da Villanova, Castel Gandolfo[14][15]